# Побуђеност
Побуђеност (или узбуђење) је физиолошко и психолошко стање буђења или чула стимулисаних до тачке перцепције. Укључује активацију асцендентног ретикуларног активирајућег система (АРАС) у мозгу, који посредује у будности, аутономном нервном систему и ендокрином систему, што доводи до повећаног броја откуцаја срца и крвног притиска и стања сензорне будности, жеље, покретљивости и спремност да се одговори.
Узбуђење је посредовано са неколико неуронских система. Будност регулише АРАС, који се састоји од пројекција из пет главних неуротрансмитерских система који потичу из можданог стабла и формирају везе које се протежу кроз цео кортекс; активност унутар АРАС-а је регулисана неуронима који ослобађају неуротрансмитере ацетилхолин, норепинефрин, допамин, хистамин и серотонин. Активација ових неурона доводи до повећања кортикалне активности и последично до будности.
Узбуђење је важно у регулисању свести, пажње, будности и обраде информација. То је кључно за мотивисање одређених понашања, као што су мобилност, потрага за исхраном, реакција „бори се или бежи“ и сексуална активност (фаза узбуђења Мастерсовог и Џонсоновог циклуса сексуалног одговора). Има значај унутар емоција и укључен је у теорије као што је Џејмс-Лангеова теорија емоција. Према Хансу Ајзенку, разлике у основном нивоу узбуђења доводе људе до тога да буду екстраверти или интроверти.
Јеркес-Додсон закон каже да постоји оптималан ниво узбуђења за перформансе, а премало или превише узбуђења може негативно утицати на перформансе задатка. Једно тумачење Јеркес-Додсоновог закона је хипотеза о коришћењу Истербрукова знака. Истербрук наводи да повећање узбуђења смањује број.

## Важност
Узбуђење је важно у регулисању свести, пажње и обраде информација. То је кључно за мотивисање одређених понашања, као што су мобилност, потрага за исхраном, реакција „бори се или бежи“ и сексуална активност. Узбуђење је такође суштински елемент у многим утицајним теоријама емоција, као што су Џејмс-Лангеова теорија емоција или Циркумплекс модел. Према Хансу Ајзенку, разлике у основном нивоу узбуђења доводе људе до тога да буду или екстраверти или интроверти. Каснија истраживања сугеришу да екстроверти и интроверти вероватно имају различиту узбуђеност. Њихов основни ниво узбуђења је исти, али је одговор на стимулацију другачији.
Јеркес-Додсонов закон наводи да постоји веза између узбуђења и учинка задатка, у суштини тврдећи да постоји оптималан ниво узбуђења за учинак, а премало или превише узбуђења може негативно утицати на перформансе задатка. Једно од тумачења Јеркес-Додсоновог закона је теорија употребе Истербруковог знака. Предвиђено је да ће високи нивои узбуђења довести до сужавања пажње, током којег се смањује опсег знакова стимулуса и околине. Према овој хипотези, пажња ће бити усмерена првенствено на побуђујуће детаље (назнаке) стимулуса, тако да ће информације централне за извор емоционалног узбуђења бити кодиране, док периферни детаљи неће.
У позитивној психологији, узбуђење се описује као одговор на тежак изазов за који субјект има умерене вештине.